# Aeropuerto de Berlín-Schönefeld
El Aeropuerto de Berlín-Schönefeld (Flughafen Berlin-Schönefeldⓘ) (IATA: SXF, ICAO: EDDB) era
un aeropuerto internacional situado en la localidad de Schönefeld, en el estado federado de Brandeburgo, Alemania, 20 km al sureste de la ciudad de Berlín. En su momento, fue el mayor aeropuerto civil de la RDA, y el único aeropuerto que daba servicio a Berlín Este. 
A diferencia de los otros dos aeropuertos berlineses (Tegel y Tempelhof), el aeropuerto de Schönefeld se encontraba
fuera de la ciudad de Berlín, siendo así una fuente de contaminación acústica menor que los otros dos aeródromos. 
Tras diversos retrasos, el aeropuerto de Schönefeld se ha transformado a partir del 31 de octubre de 2020 en el Aeropuerto de Berlín-Brandeburgo Willy Brandt, una vez terminadas las obras de expansión de las terminales. Su apertura suposo la absorción completa del tráfico que operaba al Aeropuerto de Tempelhof (ya cerrado en octubre de 2008) y al aeropuerto de Tegel (el principal aeropuerto de Berlín hasta ahora, cerrado el 8 de noviembre de 2020).
Esta ampliación del aeropuerto de Schönefeld duró más de una década y fue recurrida en los juzgados alemanes, debido, entre otras razones, a las protestas de los vecinos de la zona, cuyas casas fueron derribadas para hacer sitio al nuevo aeropuerto, lo que obligó a estos a realojarse en otros lugares. 
El aeropuerto estaba conectado con el centro de Berlín por las líneas S9 y S45 del S-Bahn, el servicio de Cercanías de Berlín, a través de la estación Flughafen Berlin-Schönefeld, que es la estación término de dichas líneas. 
En 2014, 7.292.517 pasajeros utilizaron el aeropuerto.

## Historia

Pasajeros anuales 1991-2005 (en miles)

El Aeropuerto de Schönefeld fue inaugurado por el gobierno Nacional-Socialista el 15 de octubre de 1934, junto a la planta aeronáutica de Henschel, en la propia localidad de Schönefeld. Desde esa fecha hasta el final de la II Guerra Mundial se construyeron más de 14.000 aparatos en dicha planta. El 22 de abril de 1945 la planta caía en manos soviéticas, y la maquinaria y el equipamiento para la construcción de aviones fueron desmantelados o destruidos. En 1946, la base de las Fuerzas Aéreas Soviéticas de ocupación fue trasladada a Schönefeld desde el cercano aeropuerto de Johannisthal. Un año más tarde, las líneas aéreas soviéticas, Aeroflot, comenzaron a operar desde el aeropuerto, que sería traspasado a la autoridad civil en 1954.
Entre 1947 y 1990, el aeropuerto fue renombrado en diversas ocasiones, y se convirtió en el principal aeródromo de la RDA. Una cláusula del Acuerdo de las Cuatro Potencias sobre Berlín (1972), estipulaba que ninguna línea aérea alemana podía volar desde o hacia Berlín (únicamente aerolíneas estadounidenses, francesas, británicas o soviéticas podían hacerlo), pero al estar Schönefeld fuera de los límites de Berlín, dicha cláusula no se aplicaba en el aeropuerto de Schönefeld. Así pues, los aviones basados en Alemania (normalmente los basados en la RDA, como los de la línea aérea de bandera de la RDA, Interflug) podían despegar y aterrizar del aeropuerto. Sin embargo, no podían hacerlo en los aeropuertos de Tegel y Tempelhof. Sólo con la Reunificación alemana, en 1990, las líneas aéreas alemanas, como Lufthansa, pudieron volver a operar en esos aeropuertos. 
Desde la reunificación alemana hasta la ampliación de las instalaciones, el aeropuerto de Berlín-Schönefeld era un aeropuerto principalmente operado por aerolíneas de bajo coste o low cost, siendo una de las principales bases de easyJet.

## Accidentes
El aeropuerto de Schönefeld ha sufrido dos accidentes fatales en su historia. El primero de ellos se produjo el 12 de diciembre de 1986, cuando un Túpolev Tu-144 de la Aeroflot se estrelló en la aproximación al aeropuerto, causando la muerte de 72 de los 82 ocupantes del avión. El segundo accidente se produjo el 16 de julio de 1989; un Ilyushin Il-62M se estrelló poco después del despegue en los alrededores de la ciudad de Berlín, con el resultado de 21 muertos.

## Aeropuerto de Berlín-Brandeburgo

Localización de los aeropuertos berlineses

El Aeropuerto de Berlín-Brandeburgo Willy Brandt (Flughafen Berlin Brandenburg) es el nuevo nombre de Berlín-Schönefeld tras la conclusión de las obras de ampliación de las terminales y las pistas de este. Su historia nace de la localización de los otros dos aeropuertos berlineses, Tegel y Tempelhof. Estos aeropuertos se encuentran localizados dentro de la propia ciudad de Berlín lo que provocaba mucha contaminación acústica e impedía completamente su ampliación, cercenando así las posibilidades de crecimiento en tráfico de pasajeros o mercancías. El número total de pasajeros en los tres aeropuertos de Berlín fue en 2006 de 18 millones y medio, lo que sitúa a los tres aeropuertos berlineses juntos muy por debajo de los aeropuertos de otras capitales y ciudades europeas, como los de Londres-Heathrow , Madrid-Barajas, Aeropuerto de Barcelona con 34.5 Millones en 2011 u otras ciudades alemanas, como Fráncfort, que triplica en número de pasajeros a todos los aeropuertos de Berlín juntos. La capacidad del nuevo aeropuerto se incrementaría inmediatamente hasta más de 30 millones de pasajeros anuales, y se prevé que, en un plazo de dos décadas, el aeropuerto incremente el número de pasajeros transportados hasta los 50 millones. La intención de los promotores del aeropuerto es colocar al Aeropuerto de Berlín-Brandeburgo en el tercer lugar de los aeropuertos alemanes por pasajeros, tras el de Fráncfort y el de Múnich.
El aeropuerto de Berlín-Brandeburgo sustituyó a los tres aeropuertos existentes previamente, y su apertura implicó el cierre o reconversión de los otros dos aeropuertos de la ciudad. Toma su nombre del estado federado de Brandeburgo, en el que se encuentra la ciudad de Schönefeld.
El proyecto, diseñado por el estudio gmp (que en 1965 ascendió a la fama con el Aeropuerto de Berlín-Tegel), nace en 1996, con el consenso de los estados federados de Berlín y Brandeburgo, y la aprobación del Gobierno Federal. En ese mismo año se inicia una larga batalla judicial entre los habitantes y los ayuntamientos de las localidades cercanas y los promotores del nuevo aeropuerto. Dicho conflicto terminó en marzo de 2006, cuando la Corte Federal Administrativa autorizó la expansión del aeropuerto de Schönefeld, dando luz verde a la creación del BBI. Los vecinos cuyas casas resultan afectadas fueron realojados en otros lugares y poblaciones.
La conclusión de las obras y apertura del nuevo aeropuerto estaba prevista para el mes de octubre de 2011. Previamente a ello se cerró el Aeropuerto de Berlín-Tempelhof, y unos seis meses más tarde a la inauguración del Aeropuerto de Berlín-Brandeburgo se procederá al cierre del Aeropuerto de Berlín-Tegel.
El código IATA del nuevo aeropuerto sería BBI, pero dicho código identifica ahora mismo al Aeropuerto de Biju Patnaik, en Bhubaneswar, la India, por lo que es posible que el código finalmente adoptado sea BER, que ahora identifica conjuntamente a los tres aeropuertos berlineses. Si, finalmente, se mantuviera el código actual (SXF), el destino del código BER no estaría claro.

## Aerolíneas y destinos

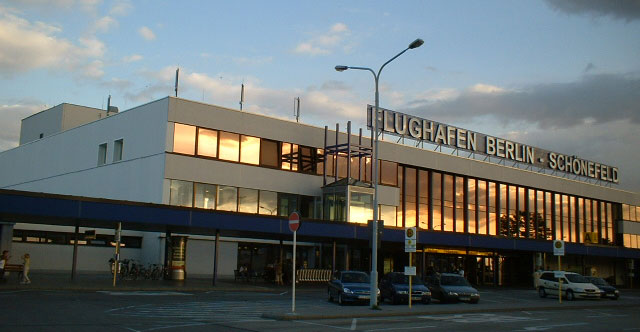
Aeropuerto de Berlín-Schönefeld

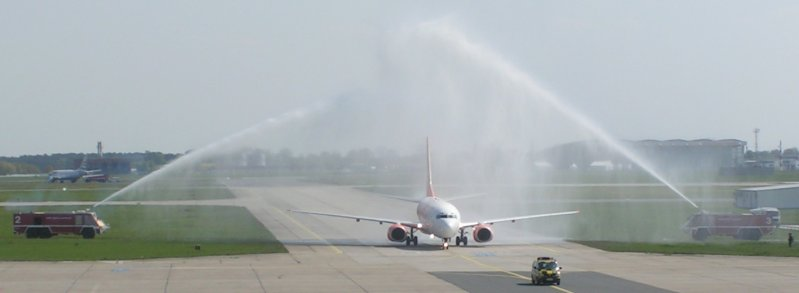
Bautizo del primer avión de easyJet en aterrizar en el aeropuerto (2004)

Actualmente, el edificio de este antiguo aeropuerto es la terminal 5 del Aeropuerto de Berlín-Brandeburgo Willy Brandt.

## Estadísticas
Ver fuente y consulta Wikidata.